# Kościół Nawiedzenia Najświętszej Maryi Panny w Ujeździe
Kościół Nawiedzenia Najświętszej Maryi Panny – rzymskokatolicki kościół filialny należący do parafii św. Andrzeja Apostoła w Ujeździe.

## Historia
Jest to kościół pątniczy zwany Studzionką, wzniesiony w latach 1858–1861 na miejscu drewnianej kaplicy z 1759 roku. W świątyni jest umieszczony obraz Matki Boskiej Częstochowskiej, do którego zdążają liczne pielgrzymki.
Przy budowie nowego kościoła pomoc zadeklarowali radca miejski i piernikarz Franz Mrozik, mistrz stolarski Józef Dachnowski oraz mistrz tkacki Józef Gojny. Proboszczem parafii był wtedy ksiądz Antoni Möser. Świątynia została zaprojektowana przez miejscowego mistrza budowlanego Karola Heinzego. Budowa została sfinansowana z ofiar parafian i wiernych z okolicy. Kamień węgielny pod budowę kościoła został położony w 1858 roku. Koszt budowy kościoła został oszacowany na 18 tysięcy talarów. Budowa zakończyła się w 1861 roku.